# Райхан (почерк)

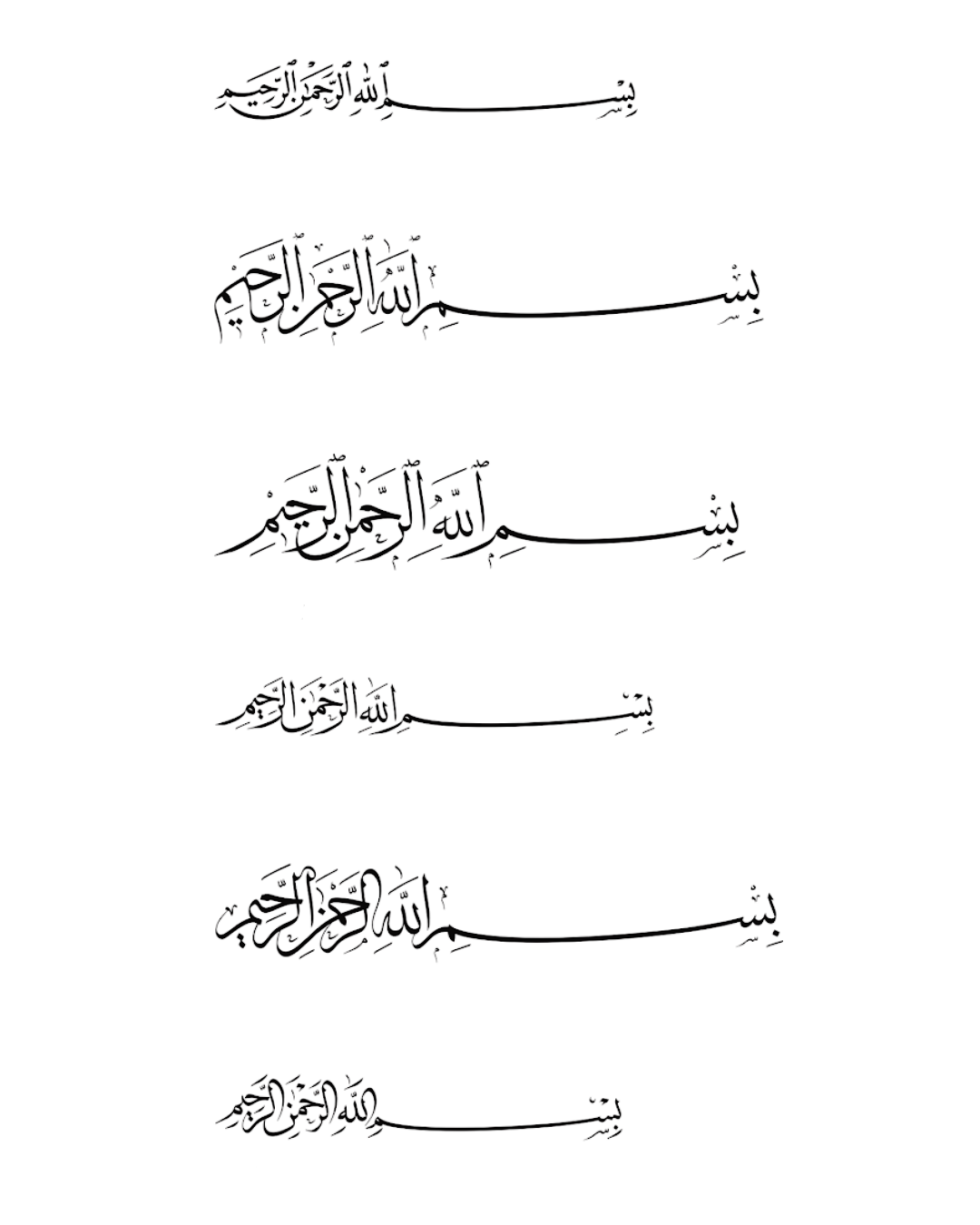
Шесть традиционных арабских почерков (сверху вниз): насх, сулюс, мухаккак, райхан, тауки и рика.

Райха́н (араб. ريحان‎ — «базилик») — один из шести традиционных арабских почерков (аль-аклам ас-ситта).
Теория о «пропорциональном письме» (аль-хатт аль-мансуб), согласно которой формы букв могут тщательно калиброваться и контролироваться с помощью серии соотношений, впервые была выдвинута аббасидским визирем и каллиграфом персидского происхождения Ибн Муклой (886—940). К шести арабским почеркам, основанным на принципе пропорциональности (танасуб), относятся: мухаккак, райхан, насх, сулюс, тауки и рика. Почерк райхан является уменьшенной версией почерка мухаккак. Все буквы почти такие же, как и в мухаккаке, только немного тоньше и имеют засечки. В отличие от мухаккака, в почерке райхан огласовки пишутся тем же пером, что и основной текст.
Почерк райхан не получил широкого распространения для записи Корана в Египте и Сирии под властью мамлюков. Сочетание почерков мухаккак и райхан на одной странице было обычным явлением для Османской империи и Ирана, а в более поздний период термином райхани там начали обозначать и сам мухаккак. Райхану вместе с тауки и рика отдавали предпочтение при записи канцелярских документов и колофонов, а также использовали для украшения книжных обложек и ковровых покрытий.